# Mạng ngữ nghĩa

Ngăn xếp mạng ngữ nghĩa

Mạng ngữ nghĩa (tiếng Anh: Semantic Web) là một phong trào hợp tác được dẫn đầu bởi tổ chức W3C. Tiêu chuẩn này phát triển các định dạng dữ liệu chung trên World Wide Web. Bằng cách khích lệ sự bao hàm của nội dung ngữ nghĩa trong các trang web, Semantic Web hướng đến việc chuyển đổi các nội dung web hiện tại bao gồm phần lớn các văn bản không có cấu trúc hoặc bán cấu trúc thành "dữ liệu web" (dữ liệu có ngữ nghĩa). Ngăn xếp Semantic Web xây dựng trên RDF thuộc W3C. Theo W3C, "Semantic Web cung cấp một framework chung cho phép dữ liệu được chia sẻ và tái sử dụng thông qua các ứng dụng, các công ty và các biên giới cộng đồng". Thuật ngữ này được đặt ra bởi Tim Berners-Lee cho dữ liệu web có thể thực thi bởi máy tính.
Bài báo gốc với tên Scientific American năm 2001 của Berners-Lee, Hendler, và Lassila mô tả sự phát triển dự kiến của Web hiện thời sang Web ngữ nghĩa, nhưng điều này chưa xảy ra. Năm 2006, Berners-Lee và đồng sự tuyên bố rằng: "Đây là một ý tưởng đơn giản nhưng... phần lớn chưa được thực hiện".